# Santa Gertrudis, Veracruz
Santa Gertrudis är en ort i Mexiko.   Den ligger i kommunen Cotaxtla och delstaten Veracruz, i den sydöstra delen av landet, 300 km öster om huvudstaden Mexico City. Santa Gertrudis ligger 61 meter över havet och antalet invånare är 106.
Terrängen runt Santa Gertrudis är platt. Runt Santa Gertrudis är det ganska glesbefolkat, med 43 invånare per kvadratkilometer. Närmaste större samhälle är Piedras Negras, 16,7 km sydost om Santa Gertrudis. Omgivningarna runt Santa Gertrudis är en mosaik av jordbruksmark och naturlig växtlighet.